# Pouilly (Mosella)
Pouilly è un comune francese di 690 abitanti situato nel dipartimento della Mosella nella regione del Grand Est.

## Società

### Evoluzione demografica
Abitanti censiti